# بول كور
بول كور (بالعبرية: פאול קור؛ ولد في 1 أغسطس 1926، باريس – وتوفي في 24 مايو 2001، تل أبيب) هو رسام ومصمم جرافيك وكاتب للأطفال إسرائيلي. حاصل على العديد من الجوائز الإسرائيلية والعالمية.

## السيرة الذاتية
هو بول إسحاق كورنوسكي، ولد في باريس لعائلة يهودية علمانية بولندية الأصل. كان والده خياطًا، وتوفي في المحرقة في أوشفيتز. على أثر هذا تم تهريب بول مع شقيقه إلى جنيف في سويسرا، حيث عاش هناك لاجئًا في دار الأيتام اليهودية حتى نهاية الحرب. خلال هذه الفترة درس الفن والرسوميات في مدرسة الفنون الجميلة في جنيف، وبعد ذلك التحق بالمدرسة الوطنية العليا للفنون الجميلة في باريس.
في بداية الحرب العربية الإسرائيلية عام 1948 هاجر إلى إسرائيل، وانضم إلى الجيش الإسرائيلي متطوعًا في الوحدة العسكرية ماهال (للمتطوعين الأجانب). بعد زواجه من بنينا توفين، التي التقى بها في الجيش الإسرائيلي بقي في إسرائيل. حافظ بول كور على اسم عائلته «كورنوسكي»، إلا أنه استخدم المقطع الأول من الاسم «كور» لتوقيع أعماله.
توفي كور في عام 2001 بعد إصابته بسرطان الرئة عن عمر ناهز 75 عامًا. ودفن في مقبرة كريات شعول في تل أبيب. وقد خلف وراءه زوجته بنينا وإثنين من أبنائه. في يونيو 2008 سمي شارع في تل أبيب بإسمه، وهي المدينة التي عمل وعاش بها معظم حياته.

## مهنة الفن
حاز كور على أولى جوائزه -صفارة الإنذار الذهبية- في المسابقة الدولية الرابعة للملصقات السياحية في ميلانو الإيطالية عام 1966. بالإضافة إلى نشاطه المستمر كفنان في إسرائيل والعالم، عمل كور لسنوات عديدة في الرسم التوضيحي والتصميم الجرافيكي. صمم كور العديد من الأوراق النقدية والطوابع البريدية في إسرائيل. كما صمم وأنتج كتيبات وملصقات في إسرائيل وفرنسا أيضًا.
في أوائل السبعينات صمم كور السلسلة الأخيرة من الأوراق النقدية للليرة الإسرائيلية، والتي احتوت على عدد من الشخصيات اليهودية المهمة مثل هنريتا زولد على فئة 5 ليرات، ومونتيفيوري على فئة 10 ليرات، وحاييم وايزمان على فئة 50 ليرة، وهرتزل على فئة 100 ليرة إسرائيلية. وقد أُستعمل تصميمه هذا في السلسلة الأولى من الأوراق النقدية للشيكل الإسرائيلي.
في عام 1974 بدأ كور التركيز على الرسم لكتب الأطفال. وفي فترة الثمانينات كان كور واحدًا من أشهر الكُتّاب المحبوبين في إسرائيل.